# 4714 Toyohiro
4714 Toyohiro eller 1989 SH är en asteroid i huvudbältet som upptäcktes den 29 september 1989 av de båda japanska astronomerna Kazuro Watanabe och Tetsuya Fujii vid Kitami-observatoriet. Den är uppkallad efter journalisten och japans första astronaut Toyohiro Akiyama.
Asteroiden har en diameter på ungefär 19 kilometer och den tillhör asteroidgruppen Eos.